# Papilio troilus
Papilio troilus är en fjärilsart som beskrevs av Carl von Linné 1758. Papilio troilus ingår i släktet Papilio och familjen riddarfjärilar. Artens larver har tydliga ögonfläckar i bakänden vilket avskräcker fåglar genom att den då liknar en orm. Inga underarter finns listade i Catalogue of Life.

## Bildgalleri

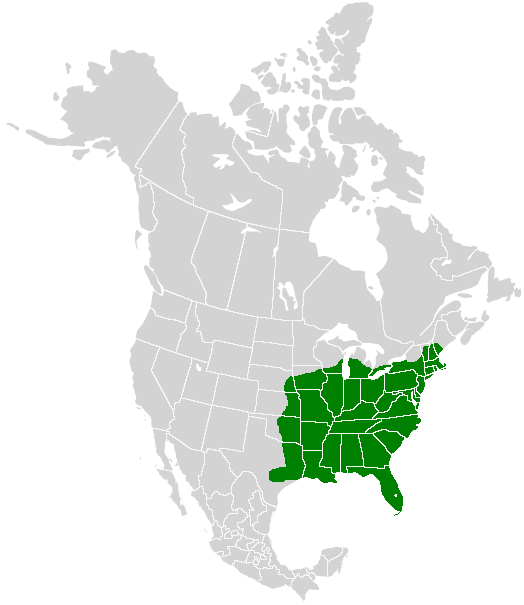
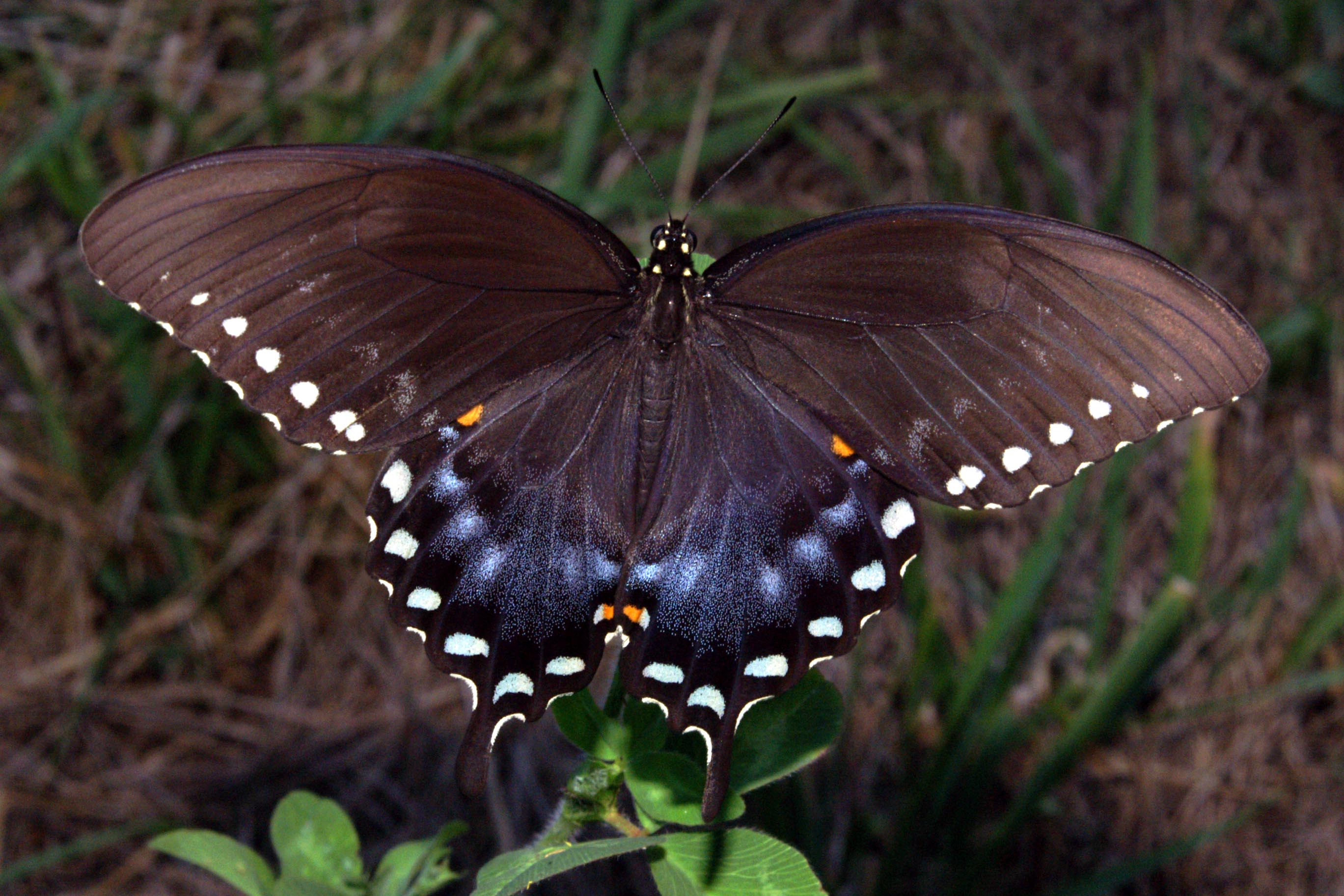
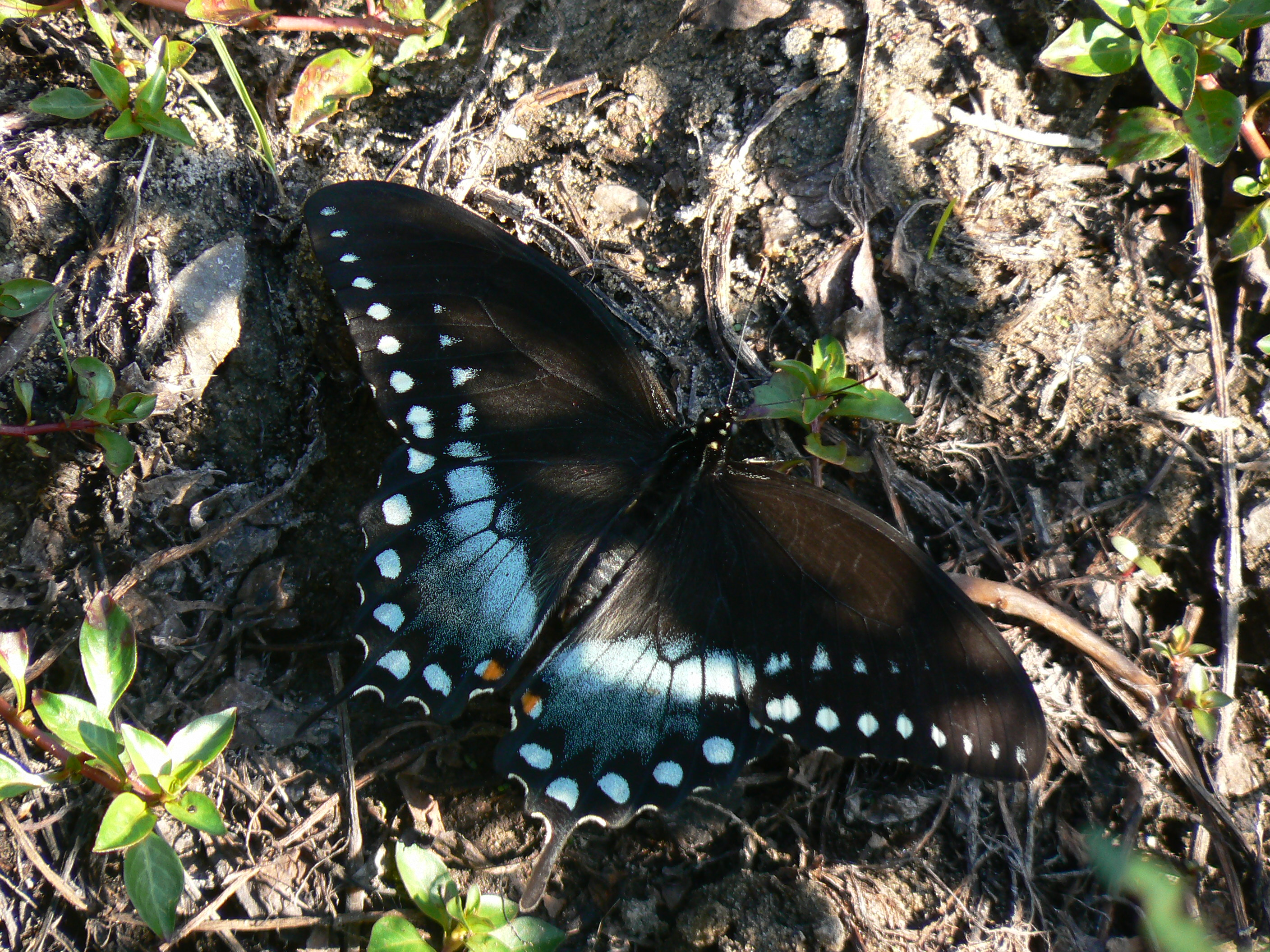
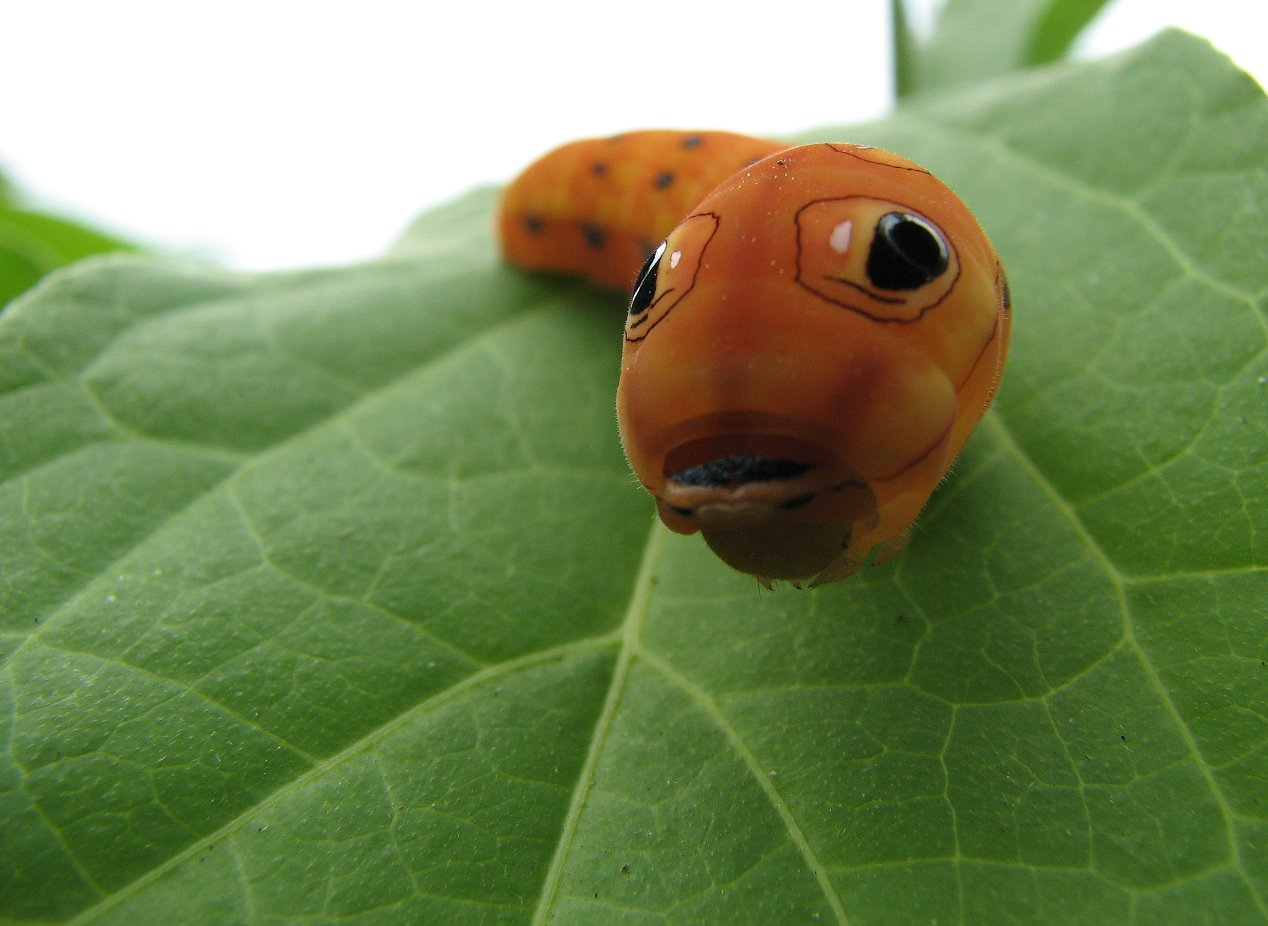
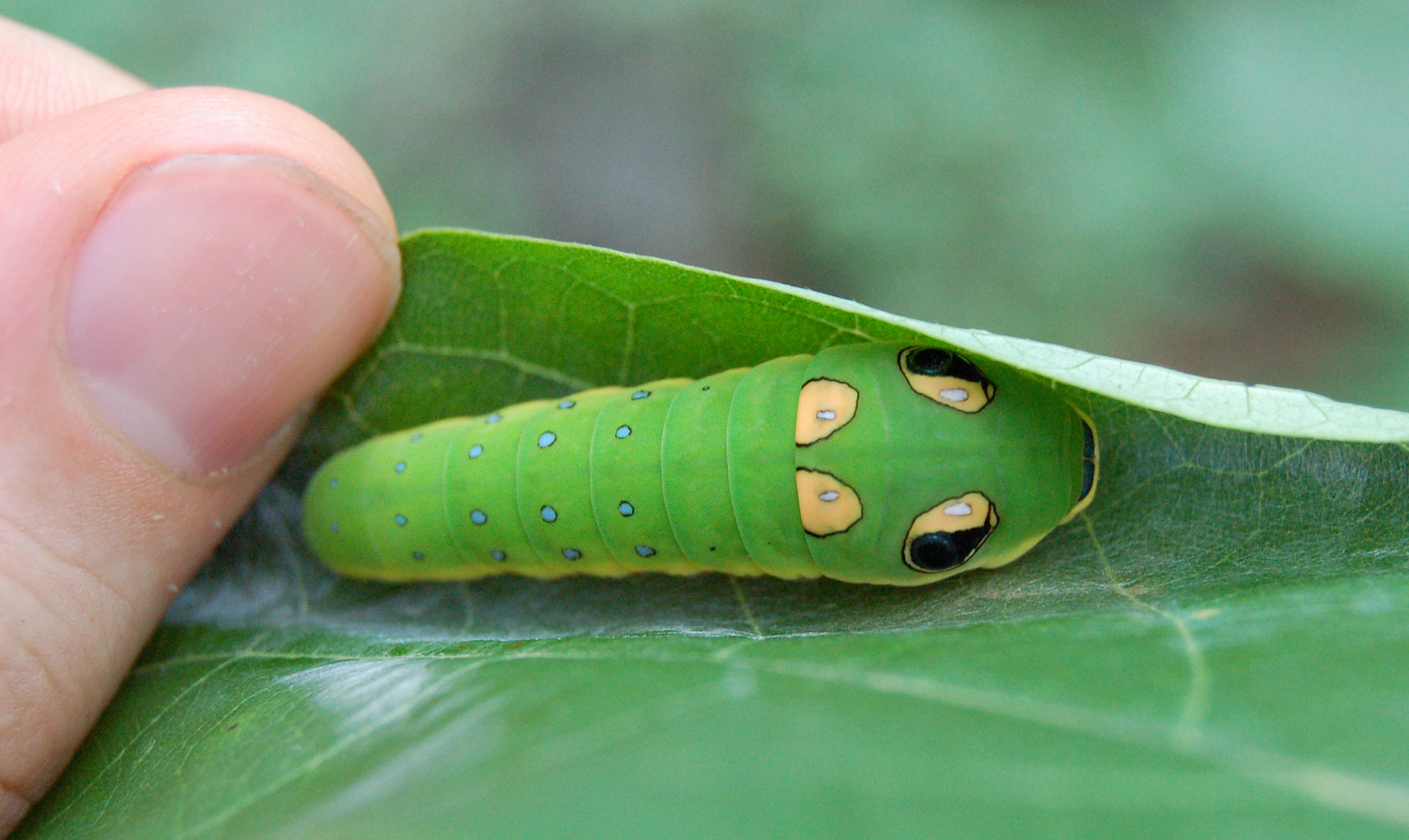
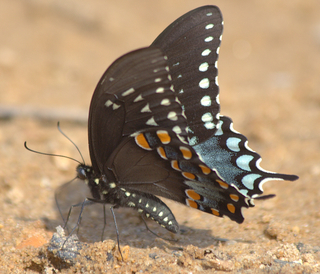